# Tucumán (udde)
Tucumán är en udde i Antarktis. Den ligger i Västantarktis. Argentina, Chile och Storbritannien gör anspråk på området.
Terrängen inåt land är bergig norrut, men åt sydväst är den kuperad. Havet är nära Tucumán åt sydost. Trakten är obefolkad. Det finns inga samhällen i närheten. 